# 蘇坦拉

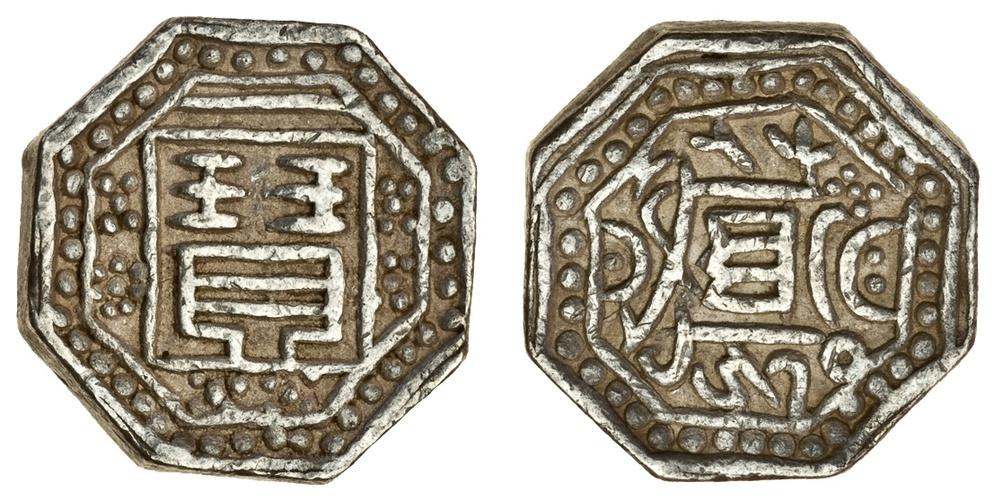
苏坦拉所铸造的钱币，两面钱文分别为汉字“宝”及“藏”，用于与西藏地区进行贸易

蘇坦拉（？—1663年），印度阿豪姆王國第20代國王，由1648年登基統治王國15年。他統治時期莫臥兒帝國孟加拉總督米爾·久姆拉入侵王國，佔領首都加爾加翁，其結果是他不得不撤退到纳姆鲁普。

## 登基
蘇坦拉的父親蘇廷法生來體弱多病且脊椎側彎，1648年被布爾哈戈海因廢黜與殺害後，蘇坦拉登上了王位。

## 米爾·久姆拉二世的入侵
當莫臥兒皇帝沙賈汗於1658病死時，他的庫齊比哈爾封臣納拉揚不承認莫臥兒皇帝宗主權，而阿豪姆王國同時向西擴張並佔有庫齊比哈爾和哈喬。而新莫臥兒皇帝奧朗則布為了追捕逃入緬甸阿拉干地區的兄弟沙舒賈，派米爾·久姆拉為孟加拉總督，他很快收回庫齊比哈爾，並在1662年1月4日開始他對阿豪姆王國戰役。阿豪姆軍在瑪納斯河邊的喬吉戈帕建立一個堡壘，但米爾·久姆拉很快攻佔喬吉戈帕、古瓦哈提、辛姆拉加爾、薩拉加爾（Salagarh），最後於3月17日佔領苜都加爾加翁，蘇坦拉最後撤到纳姆鲁普。
但因季風開始，莫臥兒軍隊因得到的大量戰利品出現了轉運困難。同時蘇坦拉留下亞坦·布爾哈戈海因作後衛以游擊戰騷擾莫臥兒軍隊。米爾·久姆拉被逼撤回孟加拉，阿豪姆王國收回國土。